# سورجان
سورجان أو سورغان كان أميرًا جوبانيًا، وهو ابن أمير جوبان وساتي بك، كان حاكمًا وسيدًا لقره باغ وعراق العجم.
شارك في معركة نهر جاغاتو (زارينا رود الحديثة) جنوب مراغة، في 9 أيار 1336. وفي هذه المعركة برز الأخوان الجوبانيان بير حسين وسورجان، وتم تعيين الأخير حاكماً على قره باغ.
في عام 1336 وضع الجلائريون محمد خان على العرش الفارسي. ثم حاول الجوباني حسن كوجك إعادة تجميع قوات العائلة باسم والده تيمورتاش كوبان، الذي كان يتمتع بدعم كبير بين الأمراء؛ وتم تقديم عبد يدعى كارا جاري (ربما كان غلامًا للأمير الجوباني)، والذي كان يشبهه إلى حد ما، على أنه تيمورتاش وقَبِلته أرملته. وقد سانده أفراد من عائلة الجوباني، ومنهم سورجان، الذي تولى حكومة قره باغ (1338). فاز حسن كوجك بالنصر في ألاتاغ أو ألاداغ (بالقرب من ناخيتشيفان) في 16 تموز 1338 م. المنطقة المحيطة بتبريز (وكل أذربيجان) كانت قد احتُلّت، وتم القبض على محمد خان وإعدامه. انسحب حسن بوزك إلى تبريز. لكن بعد إعدام محمد خان، أقدم كاراشوري (الذي أصبح يُعرف بتمورتاش)، وكان يطمح إلى ممارسة السلطة الفعلية، وكان قد خطط لاغتيال راعيه حسن كوجك – ويقال إن ذلك كان بتحريض من حاجي بيك (ابن حسن بن جوبان، وبالتالي ابن عم حسن كوجك) – على محاولة اغتيال كوجك حيث طعنه بسكين، لكنها لم تكن ضربة قاتلة، فتمكن حسن من الفرار إلى حدود جورجيا مع عمه سورغان، الذي كان حاكمًا لقره‌ باغ ويقيم هناك مع والدته ساتي بيك.
تخلّصت قوات كاراشوري وحلفاؤها، من حسن كوجك، وواصلوا سيرهم نحو تبريز لمواجهة حسن بوزك، لكن الجيش هُزم قبل أن يصل، على يد قوات الجلائريين التي كانت تنشط من سلطانية، واضطر كاراشوري إلى الفرار والتراجع نحو بغداد (في آب من عام 1338).
في قره‌باغ، كان كوجك تحت حماية سورغان وساتي بيغوم (ساتي بيغ)، فكشف لهما عن الهوية الحقيقية لتمورتاش المزعوم. وبعد فرار هذا الأخير، عاد الأمير حسن كوجك من قره‌باغ ودخل تبريز (في آب من عام 1338)، حيث انضم إليه ستة عشر زعيماً من القوبانيين، وطلبوا تعيين حاكم من بيت هولاكو، وكان العرش من حق ساتي بيك، رغم كونها امرأة.
بعد أن فشل في دعم طغا تيمور [الإنجليزية] كخان، اعترف حسن بزرك بساتي بيك، ولكن عندما زوّجها حسن كوجك لسليمان خان وأعلنه خانًا (مايو 1340) أعلن بزرك [أو تُلفظ بوزرغ] مرشحه جهان خان. وفي النهاية، تخلى بوزرغ عن سلطانية وتوجه إلى العراق، حيث كان الولاة هناك قد تحالفوا معه وخضعوا له طوعًا. وفي بغداد، ضرب النقود وذُكرت الخطبة باسم جهان خان. ثم نظّم جيشًا خرج به من بغداد متجهًا نحو أذربيجان (1340).
في ذلك الوقت، تلقّى كوجك دعم ابن عمه بير حسين، الذي كان قد طُرد من إقليم فارس، كما حافظ على دعم سورغان بن الأمير جوبان، الذي جاء من قره‌باغ إلى أوجان بقواته لمساندة كوجك. التقى الجيشان في شوغاتُو (ويُعرف أيضًا بيوغتو أو جغاتو، وهو حالياً زرينه رود، جنوب غرب مراغة)، وتمكنت قوات القوبانيين من تحقيق النصر هناك (في 26 يونيو 1340). وقد مُنح سورغان، الذي كان له دور في هذا الانتصار، حكم العراق العجمي. أما حسن بوزرغ، وبعد هزيمته، فقد اضطر إلى الانسحاب والعودة إلى بغداد.
خلال النصف الثاني من عام 1340، شكت ساتي بيغ، والدة سورغان، إلى ابنها من سوء المعاملة التي تلقتها من كوجك. فغضب سورغان وانقلب عليه، ثم انسحب إلى بغداد حيث عقد تحالفاً مع حسن بوزرغ، ومع حاجي تاغاي من ديار بكر (الموصل وعميدة) وأخلاط، وهي الأراضي التي كان كوجك قد دمّرها مؤخراً (صيف 1340). سعت هذه التحالفات إلى الحصول على دعم السلطان المملوكي الناصر أحمد، والذي، رغم أنه تم نيله في أيار 1340، لم يؤدِّ إلى نتيجة فعلية بسبب مناورة دبلوماسية بارعة نفذها كوجك.
وبعد فشل الخيار المملوكي (أوائل صيف عام 1341)، ذهب سورجان إلى الري (التي لابد أنها كانت جزءًا من حكومته السابقة في عراق العجم) ودخل في مراسلات تآمرية مع خان طغا تيمور [الإنجليزية] من خراسان الكبرى وجرجان. وقد خسر الخان الأرض في خراسان لأن جزءًا من البلاد ثار (تحت قيادة السرباداريين) ضد الأمراء الذين دعموه، لكنه أراد القيام بمحاولته الثالثة والأخيرة نحو الجزء الغربي من خلال إرسال جيش تحت قيادة شقيقه الأمير الشيخ علي كاون [أو كيون] [أو جوان] (وذُكرَت اختلافات أخرى في المصادر) بمهمة غزو عراق العجم وأذربيجان. وكان من المقرر أن يسانده حسن بوزوغ، إلا أن حسن كوجك أرسل أخاه الملك الأشرف بن تيمورتاش لمواجهته، فهزم القوات الغازية في أبهر، غربي قزوين (أواخر عام 1341). تقاعد الشيخ علي كيون في مازندران. واختبأ سورجان في سلطانية، حيث تم القبض عليه بعد فترة وجيزة وأُرسل سجينًا إلى قره حصار في آسيا الصغرى.
ولم يظهر مرة أخرى إلا بعد 15 كانون الأول 1343 عندما اغتالت السلطانة عزة ملك زوجها كوجك، ويعتقد أن ذلك كان خوفًا من اكتشاف خيانته لها أثناء حملة كوجوك ضد بغداد. وبما أنه لم يترك خلفًا له، فقد تنازع أخوه مالك أشرف، وأعمامه ياغي باستي وسورجان على ميراث كوباني.
وكان الملك الأشرف شقيق المرحوم في ذلك الوقت في جوار شيراز مع عمه أمير ياغي باستي (ابن أمير جوبان). وبعد سماعه الخبر أوقف العمليات وتوجه نحو تبريز. الأمير سورجان الذي كان مسجونًا في قره حصار (في أراضي بني آرتين)، هرب من سجنه بعد قتله للوالي، والتقى بالملك الأشرف وياغي باستي في طريقه إلى تبريز. وتراجع الخان سليمان خان، الحاكم الاسمي للدولة، مع بعض الأمراء نحو ديار بكر وطلب المساعدة من حسن بزرك حاكم بغداد.
لفترة من الزمن، بدا أن المطالبين الثلاثة والأمراء كانوا متفقين، حيث اتفقوا على تقسيم الأراضي فيما بينهم. لكن سرعان ما اندلعت الخلافات. الأمير سورغان وياغي بستي غادرا تبريز باتجاه جو، فتبعهم مالك أشرف بقواته. تم القبض على سورغان في آغب‌آباد وتعرض للهزيمة. انسحب سورغان مع سليمان خان، وكانت معهم أيضًا ساتي بيغ. لكن حسن بوزرغ سحب دعمه لهم، ما اضطرهم إلى التراجع نحو ديار بكر.
حينها، عسكر مالك أشرف في بابل، وأعلن أنوشيروان خاقاناً إلخانيّاً، وكان من المفترض أن يُلقب بـ"العادل" أو "البارّ". وبعد أن استقر في گنجه، استقبل مبعوثاً يُدعى مؤيّد الدين بُرْهَى نيابةً عن سورغان وياغي بَسْتي، حاملاً عرضاً للسلام، وقد قبله مالك أشرف. لكن سورغان لم يثق في الأمر، ومع ذلك توجّه في النهاية إلى تبريز، وكذلك فعل ياغي بَسْتي، الذي وقع في قبضة حسن كوجك في المدينة، وقُتل بطريقة لم تُعرف تفاصيلها (1344). بعد ذلك، انسحب مالك أشرف لقضاء شتاء عام 1344-1345 في قره‌باغ.
في عام 1345، هُزم سورغان مرة أخرى، ففرّ مع أتباعه إلى الأناضول، حيث طلب الحماية من حسن بوزرغ [أو تُلفظ بوزك]. وقد مُنحت له الحماية، لكن بسبب تجاوزاته قُتل بعد ذلك بوقت قصير على يد مضيفه، بأمر من الأمير إلخان، ابن الجلائري حسن بوزرغ (1345). وهكذا برز مالك أشرف باعتباره المنتصر.